# Universidade de Havana
A Universidade de Havana (em castelhano:  Universidad de La Habana, UH) é uma universidade localizada no distrito de El Vedado, na cidade de Havana, em Cuba. Fundada no ano de 1728, a Universidade da Havana é a mais antiga do país, e uma das primeiras a ser fundada na América. Seu edifício foi declarado Monumento Nacional em 1978. Originalmente uma instituição religiosa, fundada pela ordem dos dominicanos, atualmente conta com 16 faculdades em seu campus central e nos demais polos de educação espalhados por Cuba.

## História

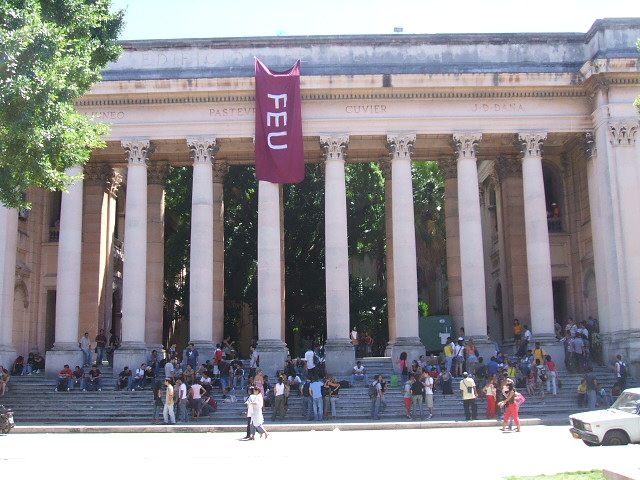
Faculdade de Matemática e Ciências da Computação

Seu primeiro nome era Real y Pontificia Universidad de San Gerónimo de la Habana (em português Real e Pontifícia Universidade de São Jerônimo de Havana). Na época, as universidades precisavam de uma autorização monárquica e papal ser batizada com o nome "Real e Pontifícia". Os responsáveis pela autorização foram o Papa Inocêncio XIII e o rei Felipe V da Espanha.
Em 1842, a universidade mudou sua condição para se transformar em uma instituição secular. Seu nome foi alterado para Real y Literaria Universidad de La Habana (em português, Real e Literária Universidade de Havana) e posteriormente, quando Cuba conquistou sua independência e se transformou em uma república, seu nome foi alterado para Universidad Nacional (Universidade Nacional).
Durante o governo do ditador Fulgencio Batista a partir de 1952, a Universidade se tornou um dos principais centros de atividade oposicionista. Batista fechou a universidade em 1956, sendo a mesma reaberta em 1959 com o triunfo da revolução liderada por Fidel Castro e Che Guevara.

## Organização
A Universidade de Havana é constituída por 16 faculdades e 14 centros de pesquisa em diferentes campos do conhecimento, como economia, ciências, sociologia entre outros. No total, são mais de 25 especialidades regulares na universidade. 
As 16 faculdades estão divididas da seguinte maneira:
- Ciências Naturais
  - Faculdade de Biologia
  - Faculdade de Farmácia e Alimentos
  - Faculdade de Física
  - Faculdade de Geografia
  - Faculdade de Matemática e Computação[2]
  - Faculdade de Psicologia
  - Faculdade de Química

- Ciências Sociais e Humanas
  - Faculdade de Artes e Letras
  - Faculdade de Comunicação
  - Faculdade de Direito
  - Faculdade de Filosofia e História
  - Faculdade de Línguas Estrangeiras

- Ciências Econômicas
  - Faculdade de Contabilidade e Finanças
  - Faculdade de Economia
  - Faculdade de Turismo

- Educação a Distância

## Alunos e professores de destaque
- Félix Varela
- Carlos Manuel de Céspedes
- Ignacio Agramonte
- José Antonio Echevarría
- Julio Antonio Mella
- Rubén Martínez Villena
- Ramiro Guerra
- Enrique José Varona
- Eduardo Chibás
- Manuel Moreno Fraginals
- Emeterio Santovenia
- Felipe Poey
- Carlos Juan Finlay
- Fidel Castro Ruz
- Max Marambio
- Ahmadinejad, Ex-Presidente do Irã, Doctor Honoris Causa em Ciências Políticas.[3]
- Gaspar Llamazares

## Ligações Externas
- University of Habana Website (em castelhano)
- Gulfbase.org
- Red Latinoamericana de Química
- Universidad de La Habana